# José Manuel García (Radsportler)
José Manuel García Ponce (* 1. Dezember 1972 in Culiacán) ist ein ehemaliger mexikanischer Radrennfahrer.
José Manuel Garcia wurde 1995 Zweiter der Gesamtwertung der Tour de Beauce. In der Saison 1999 fuhr er für die belgische Radsportmannschaft Ipso-Euroclean, blieb aber ohne Erfolg. Ab 2006 fuhr Garcia für das US-amerikanische Continental Team Toyota-United. In seinem zweiten Jahr dort gewann er die fünfte Etappe bei der Vuelta a Guanajuato. 2008 wurde Garcia mexikanischer Meister im Zeitfahren.

## Erfolge
2008
- Mexikanischer Meister – Einzelzeitfahren

## Teams
- 1999 Ipso–Euroclean
- 2006–2008 Toyota-United